# 일사: 나치 친위대의 색녀
《일사 - 나치 친위대의 색녀》(Ilsa, She Wolf Of The SS)는 미국에서 제작된 돈 에드몬즈 감독의 1974년 전쟁, 공포 영화이다. 다이안 손 등이 주연으로 출연하였다.

## 출연

### 주연
- 다이안 손

### 조연
- 조지 벅 플라워